# North Yorkshire Moors Railway
North Yorkshire Moors Railway (NYMR) — историческая железная дорога в Норт-Йоркшире (Англия), проходящая через национальный парк Норт-Йорк-Мурс. Проект дороги выполнил в 1831 году Джордж Стефенсон для связи морского порта Уитби с внутренними районами страны. Открыта в 1836 году под названием Whitby and Pickering Railway. Линия между Гросмонтом и Риллингтоном закрыта в 1965 году, а участок между Гросмонтом и Пикерингом вновь открыт в 1973 году в качестве исторической железной дороги компанией North York Moors Historical Railway Trust. Сохраненная линия в настоящее время является туристической достопримечательностью и удостоена нескольких отраслевых наград.

## Описание
NYMR является лидером среди исторических железных дорог Великобритании по числу перевезённых пассажиров, и, возможно, самой загруженной паровой исторической железной дорогой в мире. В 2010 году объём перевозок составил 355 000 пассажиров. Длина действующего участка 29 км, что делает её третьей по длине среди исторических дорог Великобритании после West Somerset Railway (37 км) и Wensleydale Railway (35 км). Дорога проложена по пустошам Норт-Йоркшира от Пикеринга через Левишем, Ньютон Дейл и Гоутленд в Гросмонт.
Дорога соединена с линией Network Rail, некоторые поездки совершаются до Уитби. Дорога использует среднюю часть бывшей линии Уитби — Пикеринг — Малтон, которая была закрыта в 1965 году в результате реформы Бичинга.
NYMR принадлежит North York Moors Historical Railway Trust (благотворительному фонду и музею) и управляется дочерней компанией North Yorkshire Moors Railway Enterprises. Персонал компании в основном составляют волонтёры.
Поезда ходят по дороге каждый день с начала апреля до конца октября, а также по выходным и в некоторые праздничные дни зимой (исключая период с 24 по 27 декабря). Тяга в основном паровая, однако в некоторых случаях используются исторические тепловозы. В наиболее загруженные дни поезда отправляются каждый час от каждой станции. Помимо обычных пассажирских перевозок по вечерам и выходные проводятся поездки с питанием на борту. Получило популярность продление паровозного движения до Уитби.

## История
North Yorkshire Moors Railway начала работу в 1836 году под названием Whitby and Pickering Railway. Проект дороги подготовил в 1831 году Джордж Стефенсон для связи морского порта Уитби с внутренними районами страны. Первая железная дорога была спроектирована и построена для использования конной тяги. Наиболее сложными задачами при строительстве были прокладка 110-метрового тоннеля через скалу у Гросмонта, организация кабельной тяги на склоне у Бек-Хоул и обустройство гати из древесины и овечьей шерсти через глубокое болото Фен. Построенный тоннель считается одним из старейших железнодорожных туннелей в Англии.
В первый год эксплуатации железная дорога перевезла 10 000 тонн камня из Гросмонта в Уитби, а также 6 000 пассажиров по цене 1 шиллинг за место на крыше или 1 шиллинг и 3 пенса за место внутри вагона. Поездка из Уитби в Пикеринг занимала 2,5 часа.
В 1845 году железная дорога была приобретена York and North Midland Railway, которая перестроила линию под паровозную тягу. Новые владельцы также построили постоянные станции и другие сооружения вдоль линии, сохранившиеся до настоящего времени. У Бек-Хоул был установлен стационарный паровой двигатель с железным канатом. Также была проложена линия на юг от Пикеринга для соединения с Йорком и Лондоном.
В 1854 году York and North Midland Railway стала частью North Eastern Railway (NER). Паровозы не могли подниматься на склон у Бек-Хоул; поэтому в начале 1860-х годов NER начала строительство альтернативного маршрута, который открылся в 1865 году — этот маршрут используется до сих пор. На месте первоначального маршрут проложена туристическая тропа длиной 5,6 км.
В 1923 году в соответствии с Железнодорожным актом 1921 года NER вошла в состав London and North Eastern Railway. После национализации в 1948 году контроль над дорогой перешёл British Railways (BR). За это время на линии мало что изменилось, однако в отчете президента BR Ричарда Бичинга она была признана неэкономичной и включена в список дорог, подлежащих закрытию. Последний пассажирский поезд прошёл по линии 6 марта 1965 года, грузоперевозки продолжались до июля 1966 года. В июне 1965 года здесь размещался королевский поезд, на котором герцог Эдинбургский приехал для инспекции станции раннего предупреждения Файлингдейлс.
В 1967 году было создано NYMR Preservation Society (NYMRPS) и начались переговоры о приобретении линии. После проведения на дороге различных мероприятий с использованием паровозов в начале 1970-х годов (с разрешения British Railways) NYMRPS было преобразовано в благотворительный фонд The North York Moors Historical Railway Trust. Была завершена покупка линии и оформлены необходимое разрешение, дающее право на её эксплуатацию. Железная дорога была вновь открыта для публики в 1973 году под названием North Yorkshire Moors Railway. Бо́льшая часть локомотивов была предоставлена North Eastern Locomotive Preservation Group.
Сохраненная линия в настоящее время является туристической достопримечательностью и имеет нескольких отраслевых наград.

## Станции

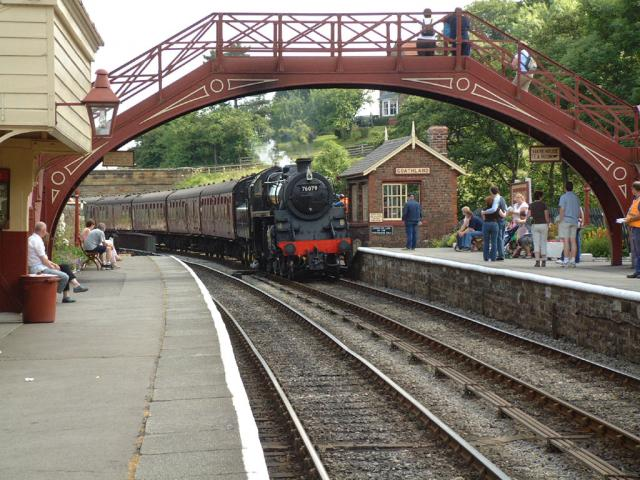
BR 76079 прибывает на станцию Гоутленд

### Пикеринг
Конечная станция, расположенная в городе Пикеринг. Восстановлена в историческом виде, соответствующем 1937 году. Финансирование получено за счёт Heritage Lottery Fund. В кассах, отделе посылок и чайной комнате установлено оригинальное оборудование и принадлежности. Здесь также расположены вагоноремонтные мастерские, имеется поворотный круг.
Первоначально всю станцию закрывала крыша, спроектированная архитектором Дж. Т. Эндрюсом. Крыша была демонтирована British Railways в 1952 году из-за коррозии. С января по апрель 2011 года на станции была установлена новая крыша в рамках проекта NYMR Train of Thought. На станции действуют учебный и визит-центр. Первоначально линия продолжалась к югу от Пикеринга, соединяя дорогу с линией Малтон—Скарборо у Риллингтон-Джанкшн, но после закрытия дороги рельсы на этом участке были демонтированы.

### Фарват
Небольшой остановочный пункт, расположенный между Пикерингом и Левишемом. Впоследствии закрыт и снесён.

### Левишем
Сельская станция в долине Ньютон-Дейл. Местоположение станции примечательно тем, что до одноимённой деревни от неё более 3 км. Район используется для прогулок, в непосредственной близости от станции обитают дикие животные и растут цветы. Здание станции отреставрировано и представляет собой небольшую станцию NER 1912 года. На станции организовано проживание в туристическом вагоне. С 2007 года на станции располагается студия хуложника Кристофера Уэйра (Christopher Ware).

### Ньютон-Дейл-Халт
Остановочный пункт в Кроптон-Форест. Здесь имеется несколько пешеходных маршрутов.

### Гоутленд
Станция в одноимённой деревне. Здание практически не изменилось с момента строительства в 1865 году. Восстановлена в виде, соответствующем примерно 1922 году. Пользуется популярностью у туристов благодаря появлению в сериале Йоркширского телевидения Heartbeat и в первом фильме о Гарри Поттере. На станции имеется чайная комната, расположенная внутри товарного склада. Организовано проживание в туристическом вагоне.

### Гросмонт
До 2007 года была конечной станцией дороги. После этого было организовано движение поездов до Уитби. На станции находится локомотивное депо, расположено к югу от тоннеля, через который проходят поезда в направлении Гоутленда. Здание станции восстановлена в виде, соответствующем периоду British Railways примерно 1952 года. Здесь расположены магазин, кафе, туалеты, билетная касса и зал ожидания. В депо имеется оборудование для заправки паровозов водой и углём. В часть депо открыт доступ посетителей, здесь обычно представлены локомотивы, не используемые в данный день или проходящие мелкий ремонт. В другом депо посетителям демонстрируют коллекцию подвижного состава NELPG и экспозицию об истории организации. Часть технических зданий посетителям недоступна, в них проводится обслуживание и капитальный ремонт локомотивов. В Гросмонте линия соединяется с линией Esk Valley, принадлежащей Network Rail, по которой можно добраться до побережья в Уитби или внутрь острова в Мидлсбро. Таким образом, первая платформа станции обслуживается Northern Rail, а вторая, третья и четвёртая платформы используются NYMR.

### Уитби
Конечная станция дороги. Движение включает перевозку пассажиров паровозной тягой. В межсезонье движение паровозов осуществляется до Гросмонта, куда одновременно продлеваются маршруты Northern Rail. На станции имеются магазин и билетная касса. В августе 2014 года на станции открыта вторая платформа.

## В кино и на телевидении
В конце июля — начале августа 1980 года Майкл Пэйлин снимал на NYMR эпизод первой серии документального сериала Great Railway Journeys of the World под названием Confessions of a Train Spotter. В фильм вошёл 15-минутный фрагмент, включающий поездку по всей дороге и посещение мастерских. Станция в Гоутленде использовалась в качестве станции Хогсмид в фильмах о Гарри Поттере.
Также дорога появлялась в фильме 2016 года Dad’s Army. В сериале 1960-х годов Heartbeat она изображала Эйденсфилд.
На станции Пикеринг проходили съёмки фильмов «Одержимость» (2002) и «Молчи в тряпочку» (2005). Также она появлялась в телесериалах Casualty, «Возвращение в Брайдсхед», All Creatures Great and Small, The Royal, «Пуаро Агаты Кристи» и Sherlock Holmes, а также фильмах «Воспоминания о будущем» (2014) и The Runaways (2019).
Железная дорога была показана в документальном фильме Yorkshire Steam, демонстрировавшемся на местном телевидении, и во второй серии Great British Railway Journeys. Станция Гоутленд использована в музыкальном клипе 1985 года на песню «Holding Back the Years» группы Simply Red, где также показан паровоз BR Standard Class 4MT Tank № 80135. О железной дороге и паровозе LNER Class A4 60007 Sir Nigel Gresley рассказывается в учебном сегменте сериала «Томас и друзья».

## Происшествия
- 21 мая 2012 года паровоз, толкающий вагоны, случайно тронулся в противоположном направлении. Погиб охранник-волонтёр Боб Ланд (Bob Lund), который расцеплял вагоны[19].

## Награды
- 1990 Ian Allan Railway Heritage Awards — за деревянный зал ожидания / офис бронирования, перенесенный из Слейтс в Гросмонт.
- 1995 Visitor Attraction of the Year от Совета по туризму Йоркшира и Хамберсайда.
- 1999 National Railway Heritage Awards, категория Railway World — за восстановление зала ожидания станции Левишем и женской комнаты, включая создание аутентичного интерьера с модными женскими туалетами.
- 2000 National Railway Heritage Awards, Ian Allan Publishing Award — за реставрацию товарного склада и угольных и известковых ячеек в Гоутленде в 1999 году, включая преобразование торгового склада в кафе с использованием отреставрированных открытых вагонов для размещения посетителей.
- 2001 National Railway Heritage Awards, Westinghouse Signalling Award — за создание аутентичной сигнальной системы 1870-х годов в Гросмонте.
- 2006 National Railway Heritage Award — за организацию туалетов в переоборудованном фургоне возле депо Гоутленда в гармонии с окружающим пространством.
- 2007 Best Visitor Attraction of 2007 (в категории «50 000 посетителей и более») от Yorkshire Moors & Coast Tourism[20].
- 2007 Large Railway of the Year от Heritage Railway Association[20].
- 2009 Best Visitor Attraction of 2009 (в категории «50 000 посетителей и более») от Yorkshire Moors & Coast Tourism. Награда присуждена одновременно NYMR и Eden Camp[21].
- 2010 Marketing Campaign of the Year от Visit York[22].

## Галерея

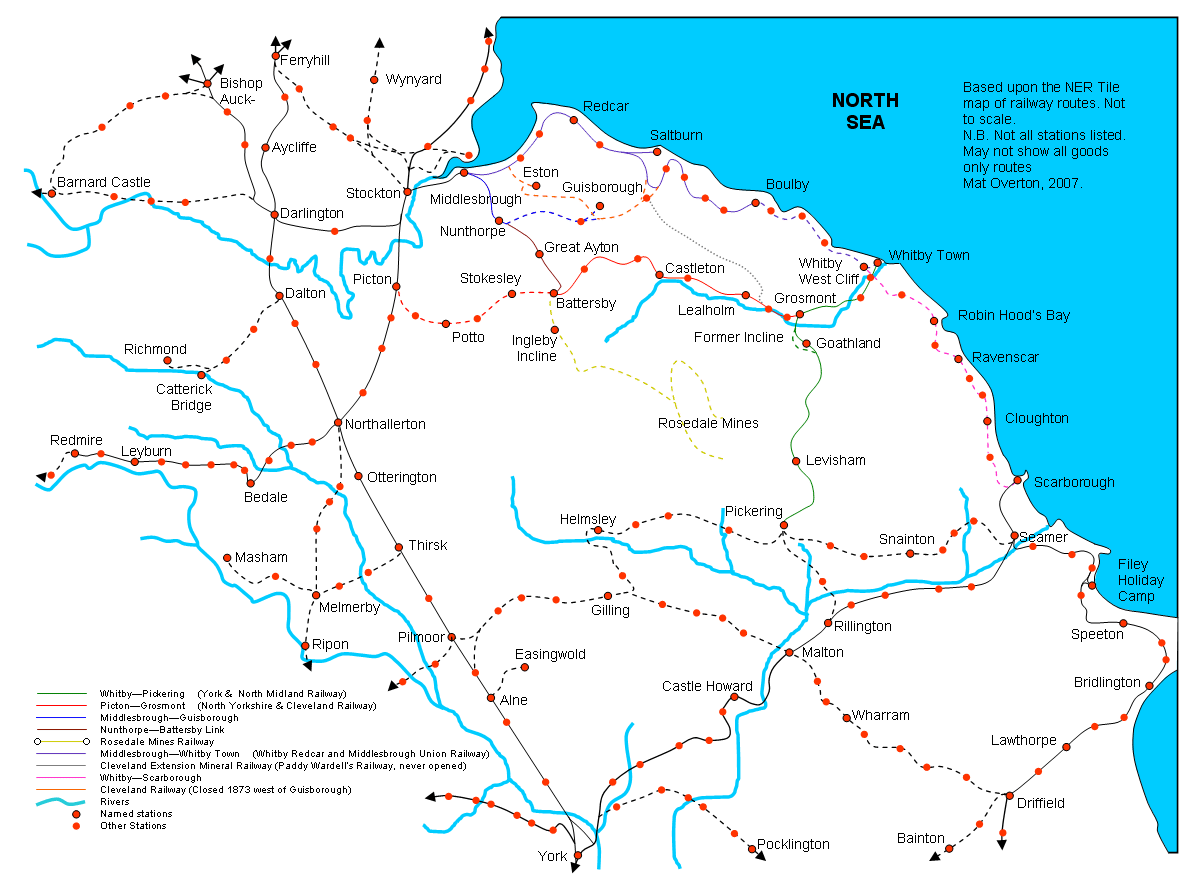
Схема North Yorkshire Moors Railway и прилегающих линий
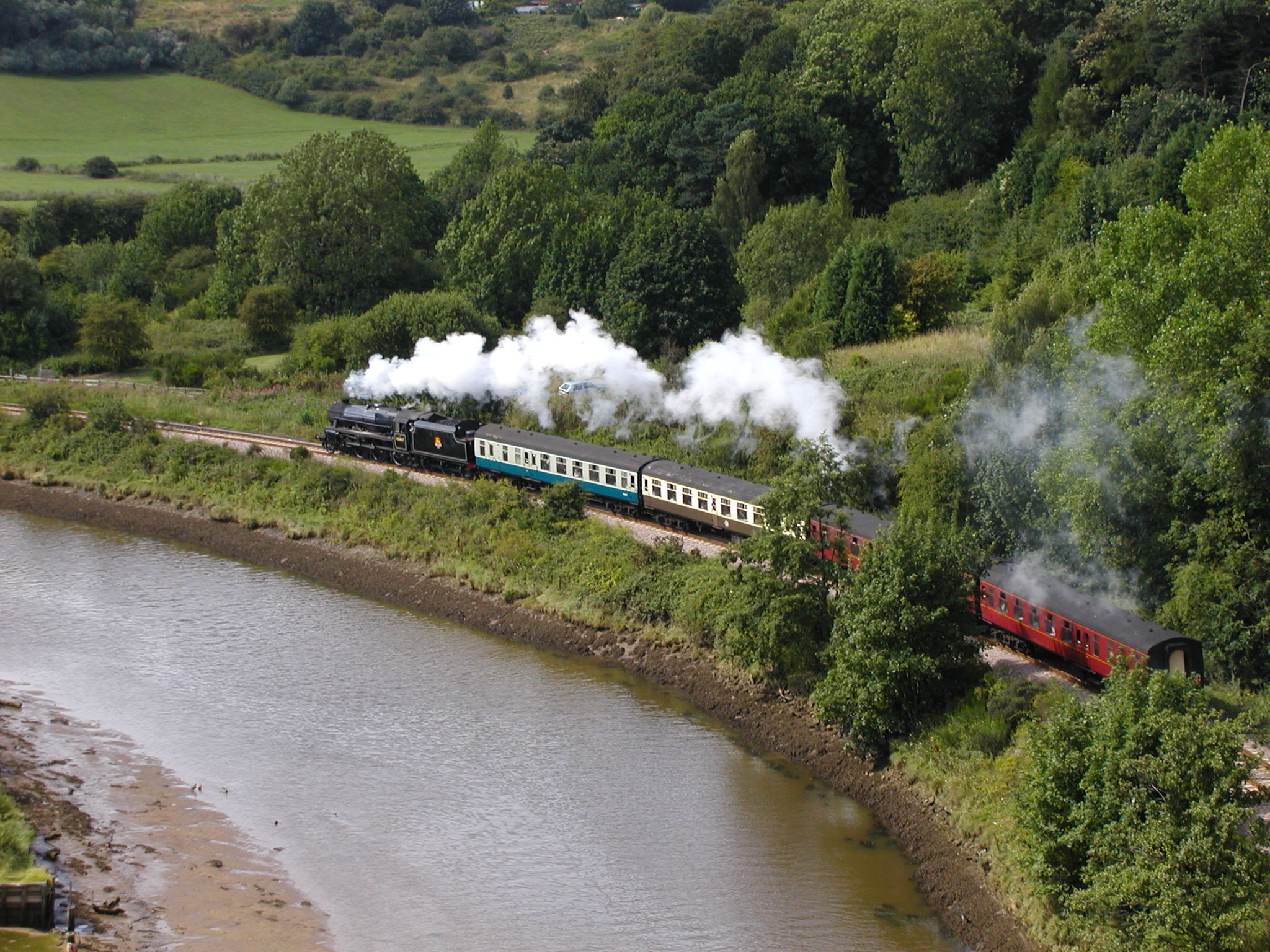
LMS 45407 покидает Уитби по участку Esk Valley
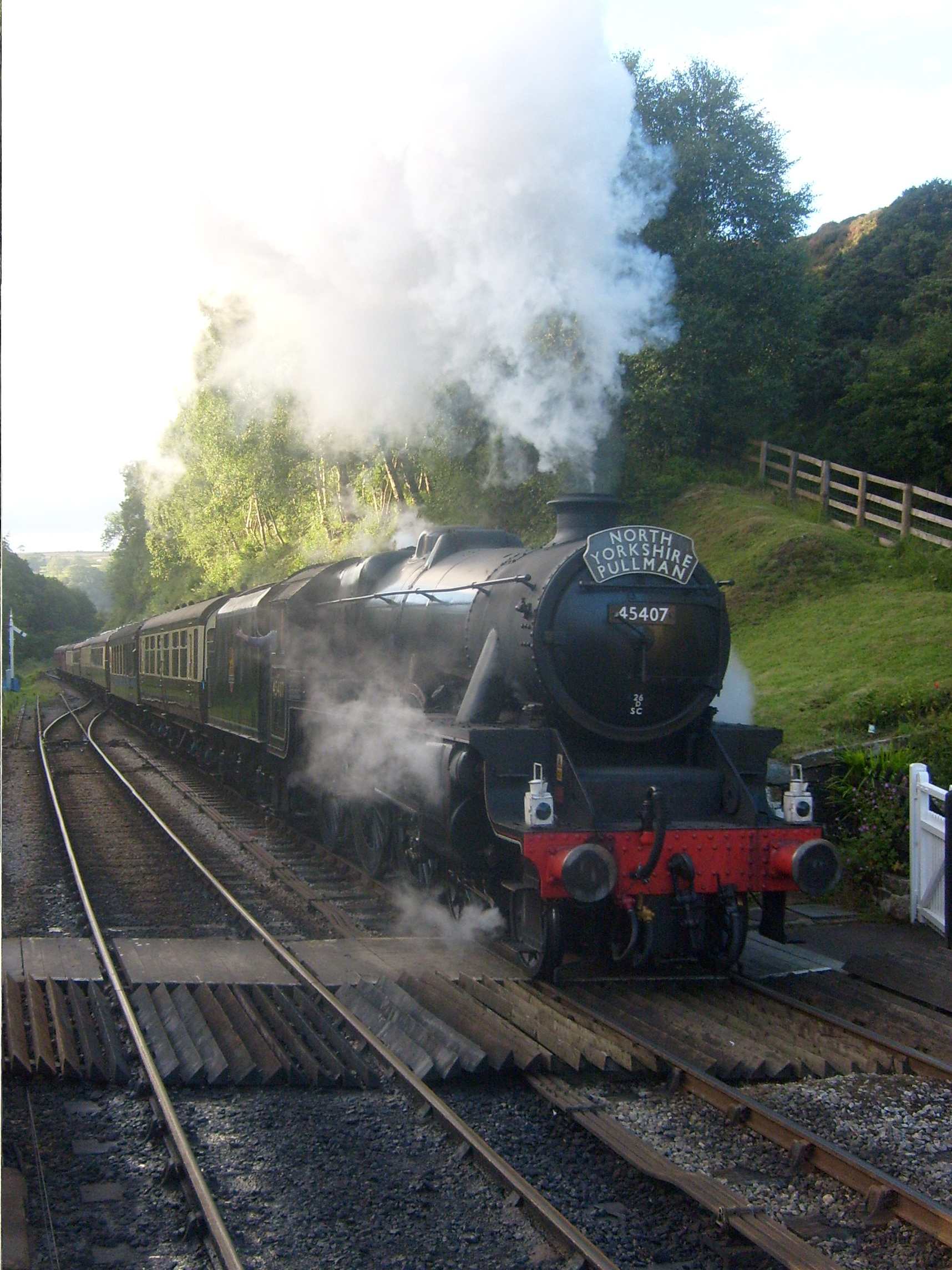
LMS Stanier Class 5 4-6-0 5407
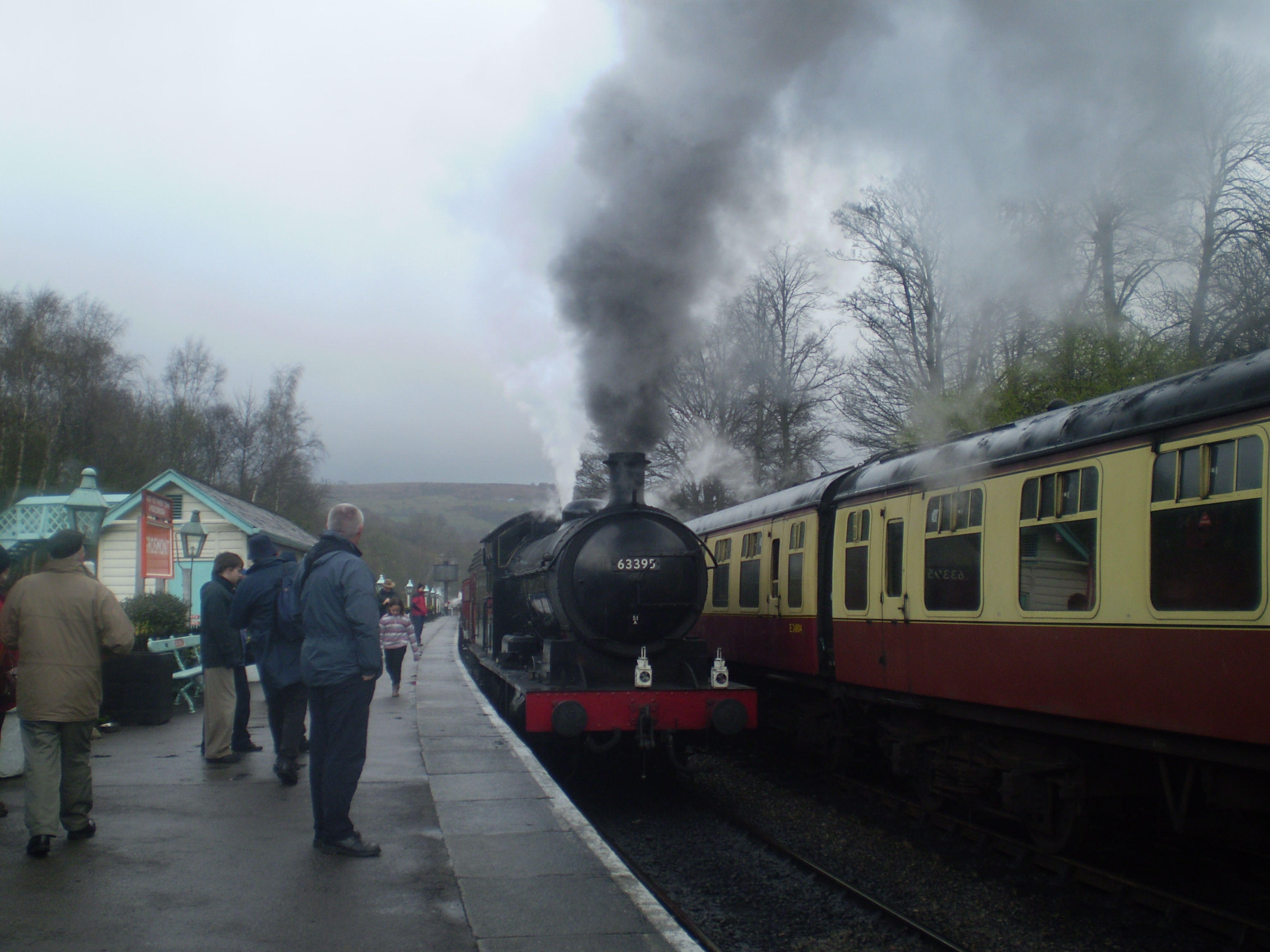
Экс-NER Class T2 в Гросмонте (2008)
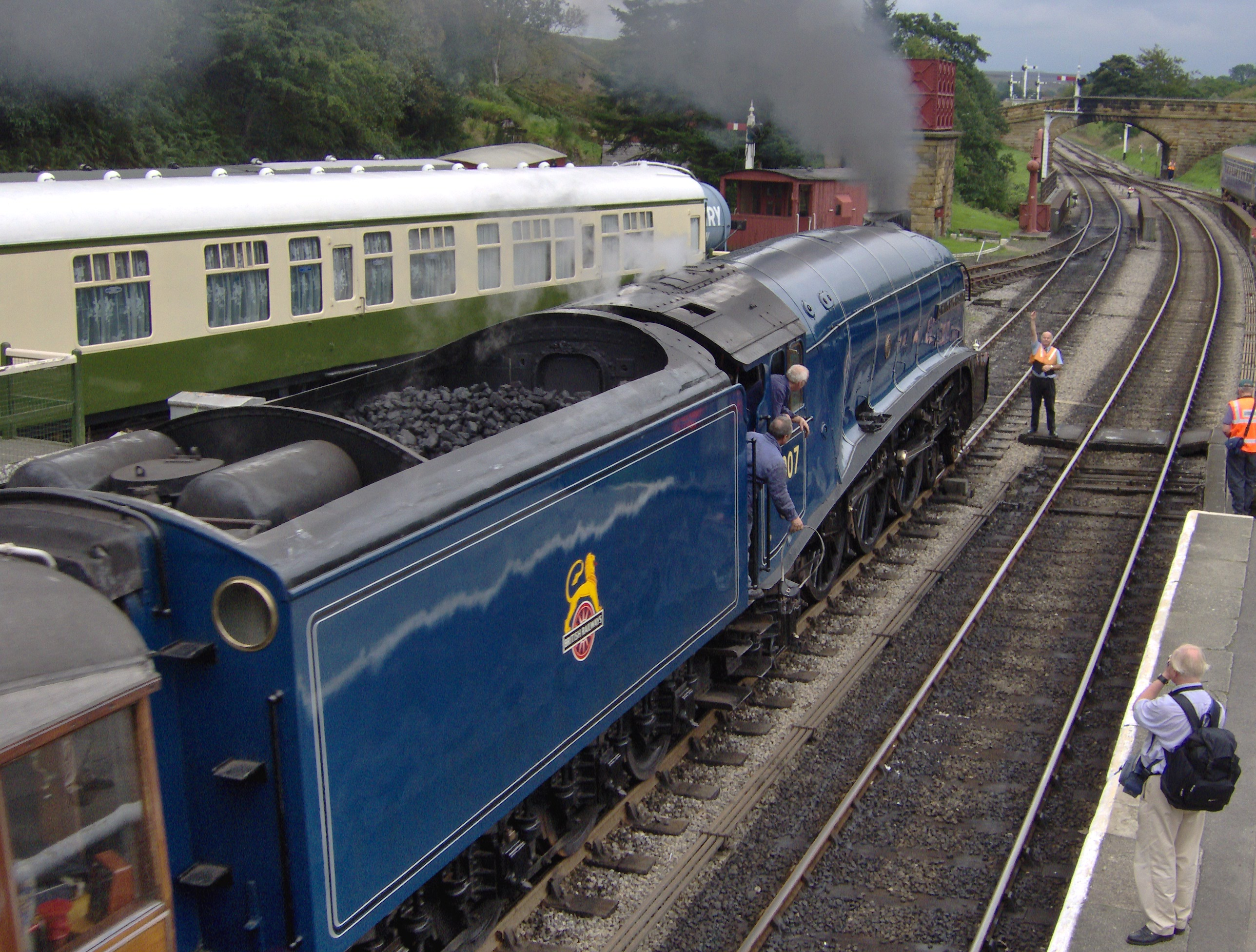
LNER Class A4 4498 Sir Nigel Gresley (2006)
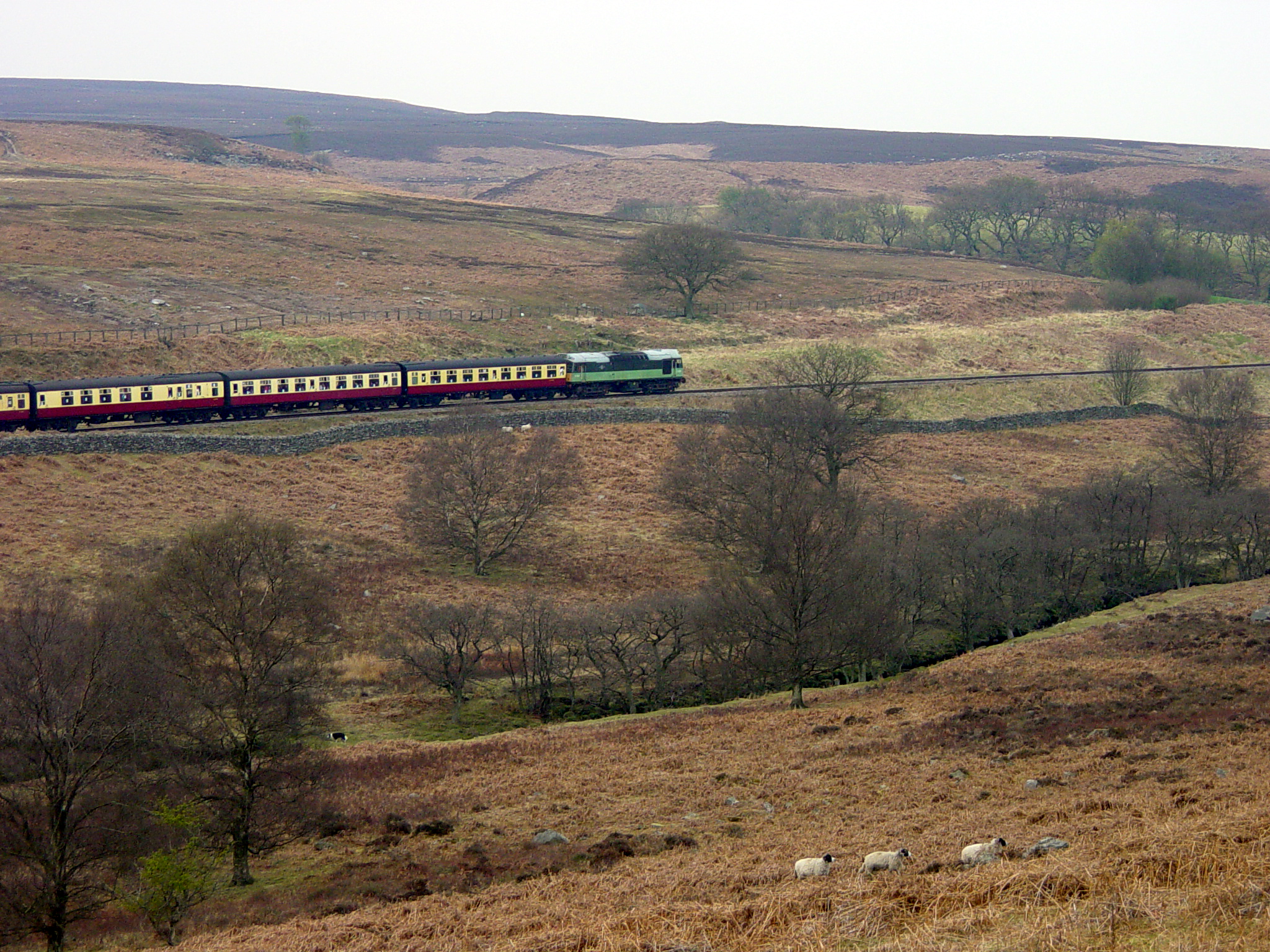
Экс-British Rail Class 25 с поездом (2004)